# Notiophilus palustris
Notiophilus palustris es una especie de escarabajo del género Notiophilus, familia Carabidae. Fue descrita científicamente por Duftschmid en 1812.
Esta especie nativa de Europa. Se encuentra en Austria, Bielorrusia, Bélgica, Bosnia y Herzegovina, Gran Bretaña, incluida la isla de Man, Bulgaria, República Checa, Dinamarca continental, Estonia, Finlandia, Francia continental, Alemania, Hungría, Italia, Kaliningrado, Letonia, Liechtenstein, Lituania, Luxemburgo, Moldavia, Macedonia del Norte, Noruega continental, Polonia, Rusia, Eslovaquia, Eslovenia, España continental, Suecia, Suiza, Países Bajos, Ucrania y Yugoslavia.
Habita en espacios sombreados y húmedos. Suele ser encontrada en la hojarasca (broza) y musgos.